# 巴里亚克莱博斯凯
巴里亚克莱博斯凯（法語：Barriac-les-Bosquets，法語發音：[baʁjak le bɔskɛ]）是法国康塔尔省的一个市镇，位于该省西部，属于莫里亚克区。

## 地理
巴里亚克莱博斯凯（45°8'37"N, 2°15'34"E）面积12.8 平方千米，位于法国奥弗涅-罗讷-阿尔卑斯大区康塔爾省，该省份为法国中南部省份，位于法國中央高原中心，北起科雷兹省、上盧瓦爾省和多姆山省，西接洛特省和科雷兹省，南至阿韦龙省和洛特省，东临上盧瓦爾省和洛泽尔省。
与巴里亚克莱博斯凯接壤的市镇（或旧市镇、城区）包括：阿利、绍瑟纳克、普洛、里亚克克圣里耶。

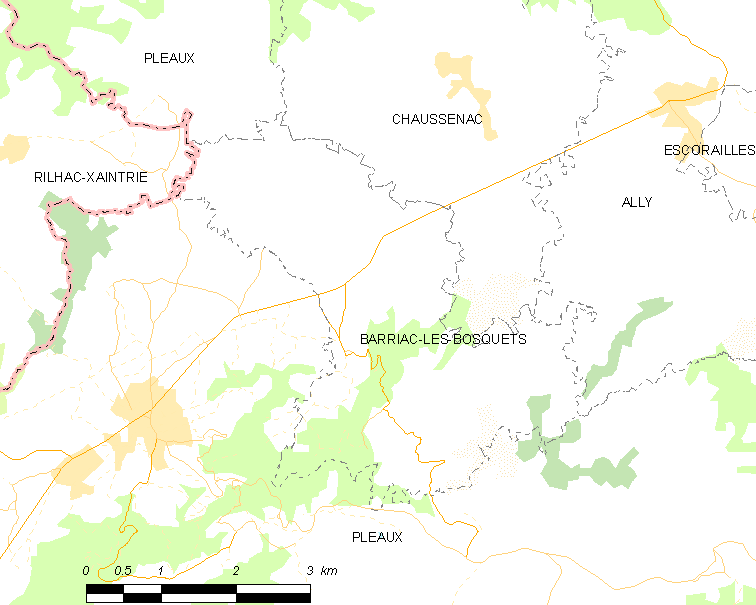
巴里亚克莱博斯凯的OSM定位图

巴里亚克莱博斯凯的时区为UTC+01:00、UTC+02:00（夏令时）。

## 行政
巴里亚克莱博斯凯的邮政编码为15700，INSEE市镇编码为15018。

## 政治
巴里亚克莱博斯凯所属的省级选区为莫里亚克县。

## 人口

1962-2008年间巴里亚克莱博斯凯人口变化图示

巴里亚克莱博斯凯于2022年1月1日时的人口数量为138人。